# Mount Pierre (Königin-Fabiola-Gebirge)
Mount Pierre (französisch Mont Pierre) ist ein 2200 m hoher Berg im ostantarktischen Königin-Maud-Land. Im Königin-Fabiola-Gebirge ragt er unmittelbar nördlich des Mount Goossens auf.
Teilnehmer einer von 1959 bis 1961 dauernden belgischen Antarktisexpedition entdeckten ihn am 7. Oktober 1960. Expeditionsleiter Guido Derom (1923–2005) benannte den Berg nach Michel Pierre, Flugzeugmechaniker für die beiden zu Erkundungsflügen eingesetzten Maschinen dieser Forschungsreise. Das Advisory Committee on Antarctic Names übertrug die französische Benennung 1966 ins Englische.